# Lei de Miller
Lei de Miller é o reconhecimento de que as pessoas processam sete (com variação de mais ou menos duas) porções de informação a cada vez

## Conceito
George Miller propôs que, em média, as pessoas têm a capacidade de processar apenas cerca de sete (com variação de mais ou menos duas) porções de informação de uma vez. Cada uma dessas porções pode ser definida como um único pedaço significativo de informação. Poderia ser uma única letra, uma sílaba ou uma palavra.